# Mangualde
Mangualde là một huyện thuộc tỉnh Viseu, Bồ Đào Nha. Huyện này có diện tích 219 km², dân số thời điểm năm 2001 là 20990 người.